# Eschede (Adelsgeschlecht)

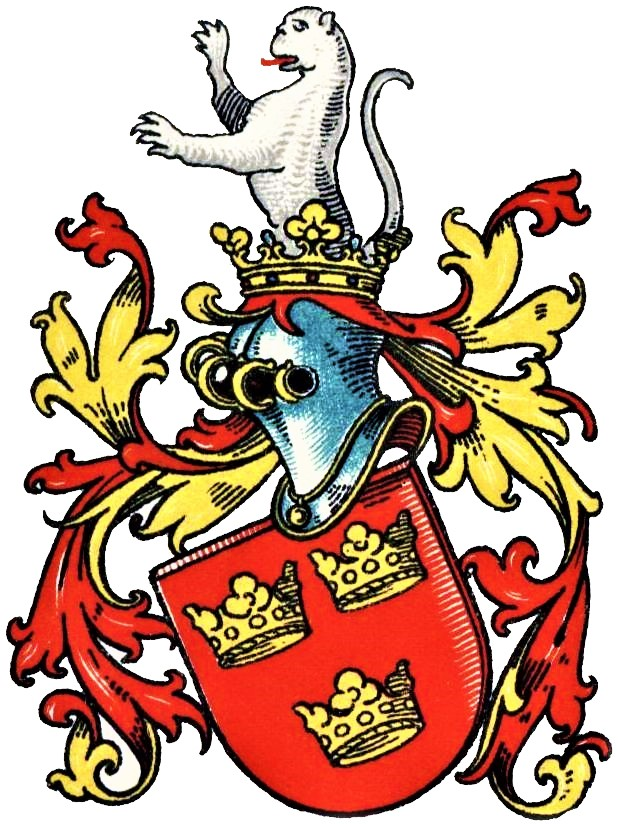
Wappen derer von Eschede im Wappenbuch des Westfälischen Adels

Eschede (auch: von der Horst genannt Eschede o. ä.) ist der Name eines niederländisch-westfälischen Adelsgeschlechts.

## Geschichte
Der Stammsitz des hier behandelten Geschlechts war Haus Eschede (heute auch: De Eeshof) in Tubbergen, einer Gemeinde in der niederländischen Provinz Overijssel.

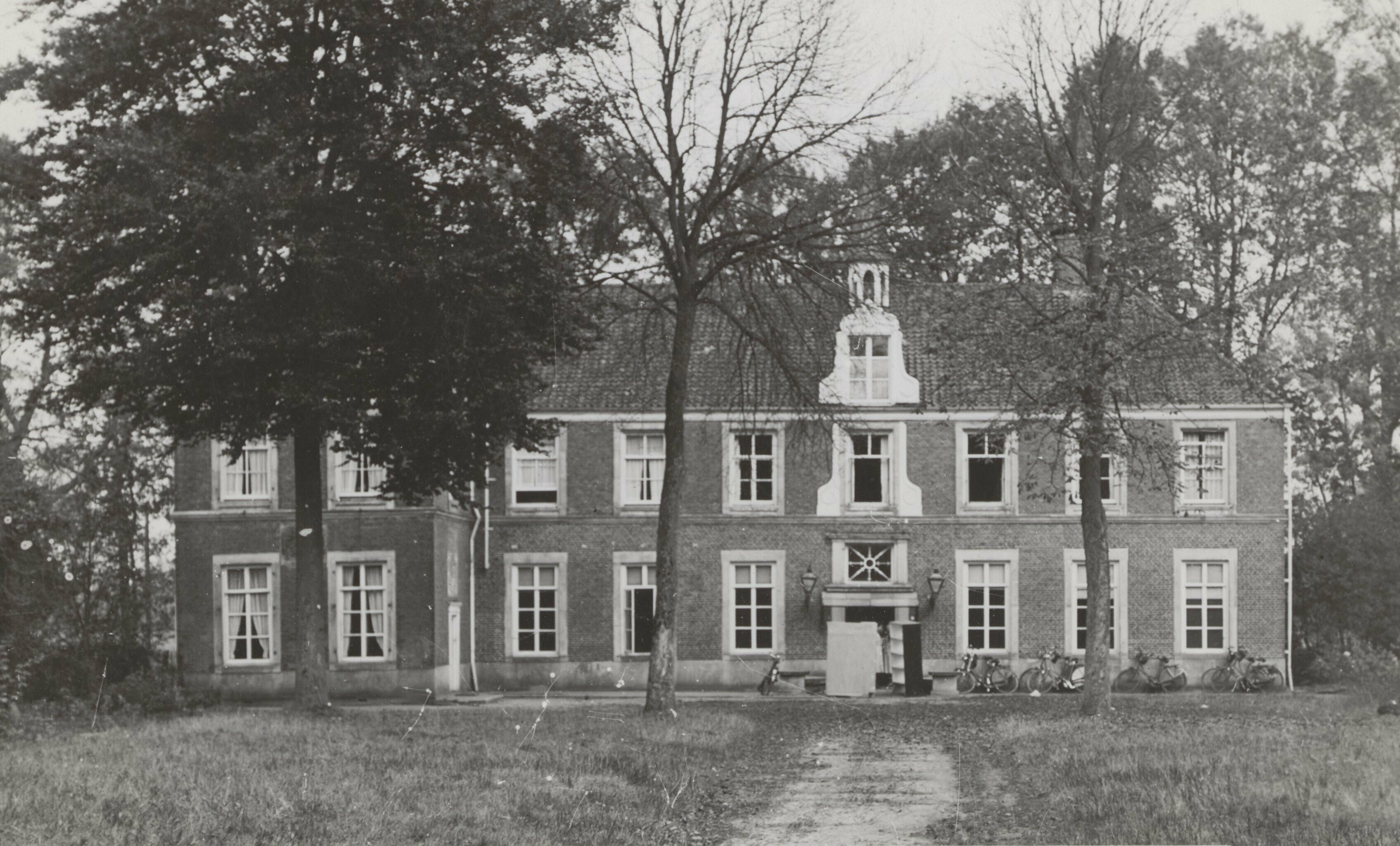
Haus Eschede in Tubbergen 1947
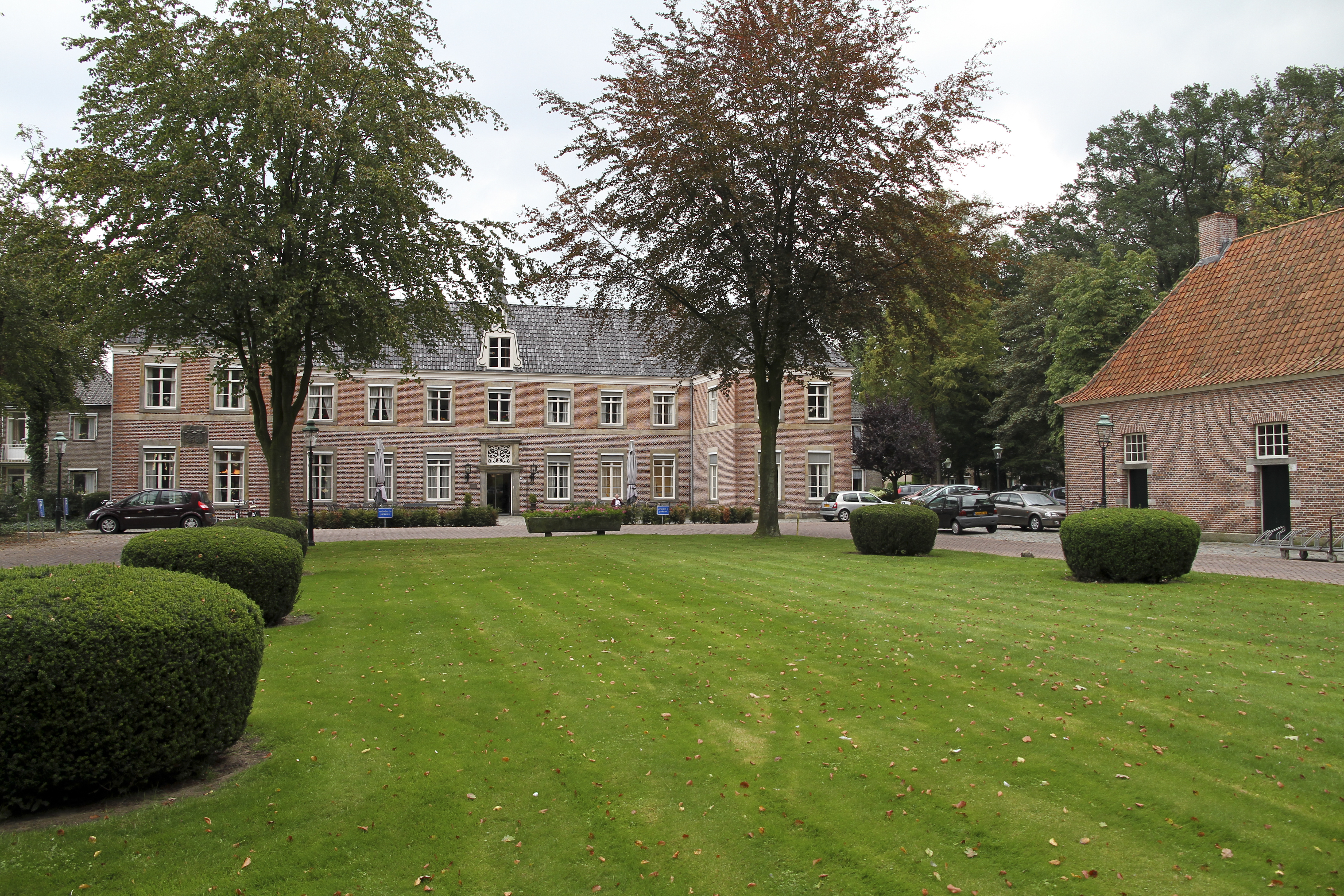
Haus Eschede in Tubbergen 2011
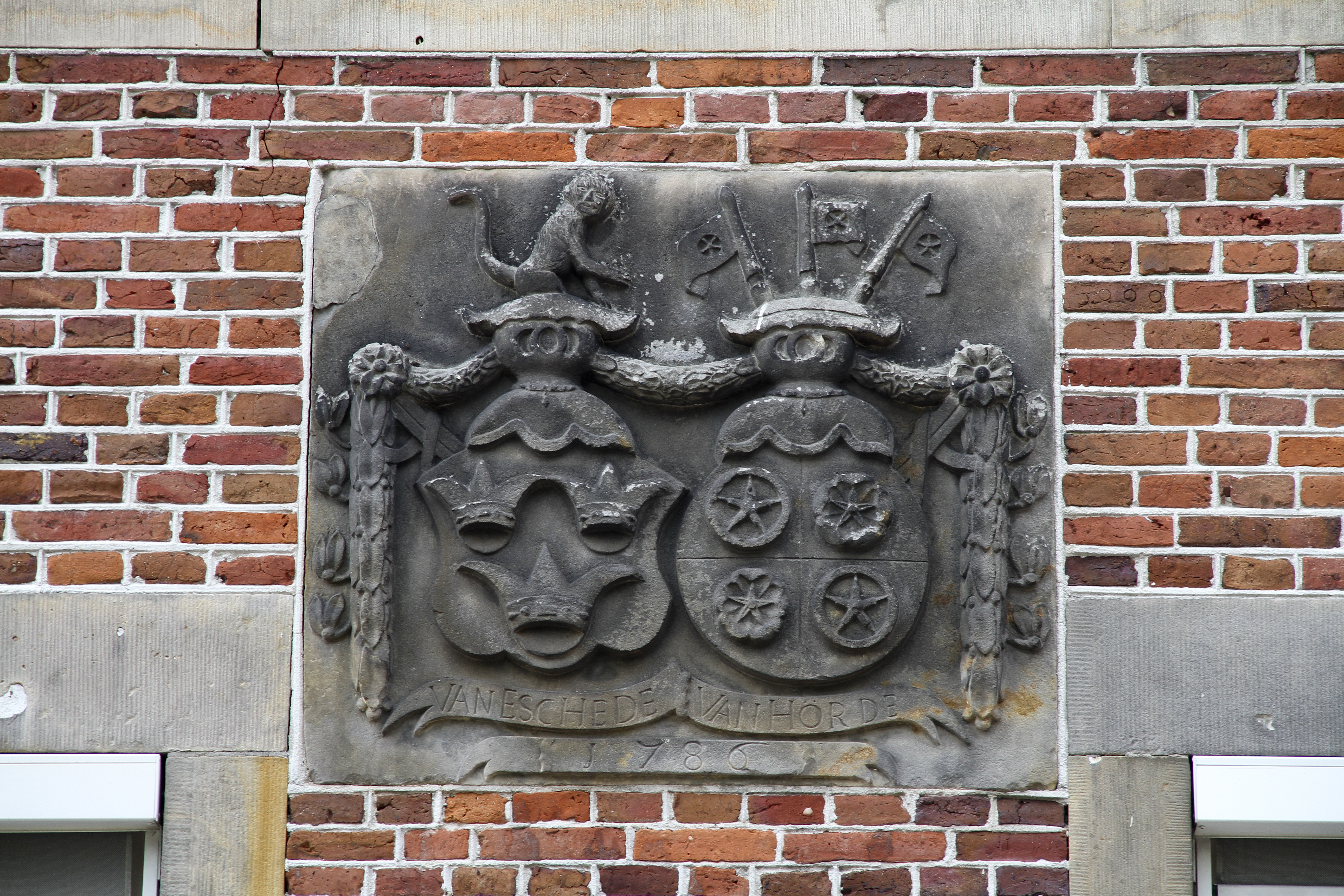
Allianzwappen Eschede-Hörde am Haus Eschede von 1786

Neben Haus Eschede in Tubbergen besaß die Familie u. a. den Eichhof bei Almelo. Auch in Westfalen war das Geschlecht begütert. Anna Judith von Eschede aus dem Hause Tubbergen war 1670 Konventualin im Stift Wietmarschen und starb am 20. Januar 1717 im Alter von 82 Jahren. 1719 heiratete Wolter Christopher von Eschede zu Tubbergen Cornelia Maria Elisabeth von Keppel, Tochter von Dietrich Otto von Keppel zu Nienborg und Maria Gertrud Droste zu Vischering. Ihre gemeinsamen Kinder hießen (Johann) Otto, Heidenreich, (Leopold) Adolf und Maria Agnes. 1806/07 stifteten die Eheleute Major Adolf von Eschede und Franziska Clara von Heyden einen heute noch bestehenden Nienborger Hausarmenfonds. 1785 war Adolf von Eschede noch Münsteraner Lieutenant.
Laut Max von Spießen erlosch das Geschlecht im Mannesstamm mit dem Tod des oben genannten Adolf von Eschede am 23. November 1806. Tatsächlich jedoch verstarb der Letzte im Mannesstamm mit Heinrich/Heidenreich von Eschede erst im Jahr 1807.

## Wappen
Blasonierung: In Rot drei (2:1) goldene Kronen. Auf dem gekrönten Helm eine silberne wachsende Meerkatze. Die Helmdecken sind rot-golden.

## Persönlichkeiten
- Gerhard von Eschede, urkundl. 1568–1583 Propst des Stifts Varlar[9][10]
- Joseph von Eschede, urkundl. 1767–1784 Propst von Varlar[11][12]